# توماس مور (عالم نبات)
توماس مور (1821-1887) (بالإنجليزية: Thomas Moore)‏ هو عالم نبات بريطاني.